# Bresnik (miasto Kraljevo)
Bresnik (cyr. Бресник) – wieś w Serbii, w okręgu raskim, w mieście Kraljevo. W 2011 roku liczyła 115 mieszkańców.